# Oberpolling
Oberpolling ist ein Ortsteil der Gemeinde Fürstenstein im niederbayerischen Landkreis Passau.

## Lage
Das Kirchdorf Oberpolling liegt im Abteiland etwa zwei Kilometer südöstlich von Fürstenstein.

## Geschichte
Oberpolling gilt als der Geburtsort des seligen Hartmann von Brixen, der hier um das Jahr 1090 geboren sein soll. Es handelt sich um keinen echten -ing-Ort, wie die Schreibweise Obern Pollorn des 13. Jahrhunderts erweist. Bei der Zertrümmerung der Halser Gütermasse fielen die Güter zu Obernpollern 1455 an Wilhelm Nusperger.
Der Ort gehörte 1752 mit fünf Anwesen zur Obmannschaft Ganharting im Amt Englfing des Landgerichts Vilshofen, während drei Anwesen der Hofmark Fürstenstein und ein Anwesen der Hofmarksherrschaft Schöllnach unterstanden. Mit der Bildung der Gemeinden im 19. Jahrhundert wurde Oberpolling ein Teil der Gemeinde Fürstenstein.
Nach dem Zweiten Weltkrieg stiegen durch die Niederlassung zahlreicher Flüchtlingsfamilien die Schülerzahlen sprunghaft auf etwa 200 Kinder an. 1947 wurde eine Notschule errichtet, und am 18. Dezember 1950 weihten der Generalvikar Franz Riemer und der Pfarrer Georg Eder die neue Kirche. 1958 nahm die Firma Ernst Roederstein, Spezialfabrik für Kondensatoren GmbH, mit zehn Personen die Produktion auf. In den Jahren 1960 und 1961 wurde das Werk in Oberpolling wesentlich erweitert und 1993 an Vishay verkauft. 1987 hatte Oberpolling 732 Einwohner.

## Sehenswürdigkeiten
- Filialkirche St. Hartmann und Hl. Herz Jesu. Sie wurde nach den Plänen des Architekten Josef Scheifl aus Tittling von 1947 bis 1950 erbaut. Eine Reliquie Hartmanns von Brixen, ein Fingerknochen, der bereits 1938 aus Brixen in Südtirol nach Fürstenstein geholt wurde, ist im Fuß des Tabernakels aufbewahrt. Die Kirche wurde 1974 saniert und dabei im Inneren durch den Innenarchitekten Franz Hafner und dessen Bruder, den Bildhauer Leopold Hafner, neu ausgestaltet. 1994 kam eine neue Orgel und 2005 ein neuer Kreuzweg, gestaltet von Josef Heindl, dazu.

## Bildung und Erziehung
- Kath. Kindergarten St. Hartmann Oberpolling

## Vereine
- Förderverein SV Oberpolling
- Frauenbund Oberpolling-Fürstenstein
- Kindergarten-Förderverein Oberpolling
- Kirchenchor Horizont Oberpolling
- Krieger- und Kameradschaftsverein Oberpolling
- Sportverein Oberpolling. Er wurde 1959 gegründet.
- Trachtenverein „Birkenstoana“ Oberpolling
- Turnverein Oberpolling